# كريستوفر لينكه
كريستوفر لينكه (بالألمانية: Christopher Linke)‏ هو منافس ألعاب قوى ألماني، ولد في 24 أكتوبر 1988 في بوتسدام في ألمانيا.

## وصلات خارجية
- كريستوفر لينكه على موقع الاتحاد الدولي لألعاب القوى (الإنجليزية)
- كريستوفر لينكه على موقع الاتحاد الأوروبي لألعاب القوى (الإنجليزية)
- كريستوفر لينكه على موقع اللجنة الأولمبية الدولية (الإنجليزية)
- كريستوفر لينكه على موقع أوليمبيديا (الإنجليزية)
- كريستوفر لينكه على موقع اللجنة الأولمبية الألمانية (الألمانية)